# السر قدور
اَلسِّر أحمد قَدُور (1934 - 30 مارس 2022) شاعر غنائي سوداني متعدد المواهب فهو أيضا ممثل مسرحي وله مساهمات بارزة في فنون الدراما السودانية، خاصة مع بداية ظهور التلفزيون في مطلع ستينات القرن العشرين. كما إنه ملحن للقصائد الغنائية ومادح إنشاد ديني ومقدم برامج تلفزيونية، وهو كذلك صحفي عمل في مجالات السياسة والفنون والمنوعات والرياضة وكاتب له مؤلفات وثائقية في فن الغناء والفنانين المغنيين في السودان ويعد من الجيل الثاني لرواد فن الحقيبة الموسيقى السوداني.

## الميلاد والنشأة
ولد السر أحمد قدور في عام 1934 تقريباً، بقرية الجباراب، منطقة أمبوري، جنوب مدينة الدامر حاضرة ولاية نهر النيل الحالية (المديرية الشمالية سابقاُ) بالسودان ووالدته هي زينب بابكر شخيب الملقبة ببنت البركة.
نشأ قدور في بيئة فنية كبيرة تتكون من ممثلين وشعراء ومطربين معروفين لدى سكان مدينة الدامر وضواحيها والمشهورة بشعرائها وأدبائها الكبار أمثال الشاعر محمد المهدي المجذوب والعالم الأديب عبد الله الطيب. فقد كان والده أحمد قدور مادحاً يلقي الإنشاد الديني وقصائد مدح الرسول (ص) وكان مغني المنطقة في ثلاثينات القرن العشرين، وكان جده من ناحية أمه شاعراً وكذلك الحال بالنسبة لجده من ناحية أبوه وعماته التوأمتان أم الحسن وأم الحسين حيث كانتا تأديان المديح والغناء وتقرضان الشعر، ويعتبر أخوانه الثلاثة من الشعراء الكبار: عبد المنعم قدور، وله ديوان بعنوان «عودة» وعمر قدور وله ديوانان «عيون الآخرين وصوت من السماء» ومحمد أحمد قدور شاعر معروف.

## التعليم
لم يتجاوز تعليم السر قدور مستوى الخلوة حيث يتم تحفيظ سور القرأن وتلقي بعض الدروس الدينية البسيطة في العبادات كالوضوء والصلاة وغيرها، ولكنه كان عصامياً مجتهداَ ومولعاً منذ صغره بالقراءة والإطلاع، فنجح في تطوير ملكة القراءة والكتابة لديه بنفسه وتمكن من الارتقاء بمستواه التعليمي إلى درجات أعلى.
بدأ تعليمه في خلاوي القرشاب بمسقط رأسه، ثم في خلاوي الشيخ المجذوب جلال الدين حيث حفظ القرآن بالروايات السبع.
ثم انتقل مع عائلته من الجباراب إلى الشعديناب بعد فيضان عام 1946م بشمال السودان وانتقل مرة أخرى إلى مدينة أم درمان حيث استقرت الأسرة.
وفي بداية سبعينات القرن العشرين غادر قدور إلى مصر مع زوجته المصرية الأصل وبناته ثريا وزينب ونبيلة وأمل حيث أقام هناك مدة 26 سنة متواصلة بحي الزمالك القاهري. وعاد في عام 2000 إلى السودان، وتكررت بعد ذلك زياراته وسفرياته بين الخرطوم والقاهرة.
تعرف قدور في بداية حياته الفنية في أوائل خمسينات القرن العشرين على رموز الشعر الغنائي الحديث وشعراء حقيبة الفن في السودان ونهل من بعض أشعارهم وحفظ نصوصها وقام بترديدها بصوته، وكان من بين ما تأثر بهم الشاعر إبراهيم العبادي الذي استفاد كثيراً من مسرحياته الغنائية، والتقى بالشاعر عبيد عبد الرحمن وسيد عبد العزيز وعبد الرحمن الريح ومحمد عبد الله الأمي والجاغري وود الرضي وغيرهم.

## أعماله
شق قدور طريقه إلى دار الإذاعة السودانية في وقت مبكر من حياته وعمل مع مجموعة من الممثلين المسرحيين في إعداد وتقديم التمثيليات الإذاعية القصيرة التي تبث ضمن برامج إذاعية أخرى مثل برامج الأسرة أو المرأة أو الطفل أ والتعاون أوالإرشاد الزراعي والصحي وغيرها وكان من بين هؤلاء الممثلين عثمان حميدة صاحب شخصية «تور الجر» وعبد الوهاب الجعفري، وعثمان اللورد، والفاضل سعيد، وأحمد عاطف وإسماعيل خورشيد.
وعندما بدأ الإرسال التلفزيوني في السودان في مطلع ستينيات القرن العشرين شارك قدور في تقديم تمثيليات قصيرة على الهواء يتم تقديم معظمها ارتجالاً وبتلقائية.
وعمل قدور بإذاعة ركن السودان، وإذاعة وادي النيل وقناة النيل الأزرق الفضائية.
كما عمل السر قدور في المسرح أيضا مع أحمد عاطف والفاضل سعيد وعثمان حميدة، وكتب عدداً من النصوص المسرحية من بينها مسرحية «المسمار» التي أدى دور البطولة فيها الممثل السوداني علي مهدي في ثمانينيات القرن العشرين ومسرحيات «الرجل الذي ضحك أخيراً» و«شهر العسل الرابع» و«يحلها الشربكها».
وبانتشار ظاهرة سفر الفرق الفنية للأقاليم بالسودان في خمسينيات وستينيات الفرن العشرين لتقديم عروضا للجمهور هناك، انضم قدور إلى تلك القوافل وكتب عنها كتيرا في موضوعاته الصحفية.
كما كتب قدور العديد من القصائد الغنائية الناجحة التي تغنى بها مطربون كبار ومن بينها قصيدة «أرض الخير» التي قام بآدائها إبراهيم الكاشف وأغنية «ست البنات» لصلاح ابن البادية و«حنيني إليك» أداء محمد ميرغني، و«أنا بهواك» غناء صلاح محمد عيسى وقصيدة «إتلاقينا مرة» للعاقب محمد حسن. وغنى له القلع عبد الحفيظ «لاموني فيك الناس» وأيمن دقلة «فرح الليالي». كما غنت له الفنانة وردة الجزائرية قصيدته «أسألوا الورد». وقامت المطربة السورية زينة افطيموس بتجديد أداء قصيدتة «أسمر جميل» التي غناها إبراهيم الكاشف.
والسر قدور مؤلف كتب، وقد صدرت له أربعة مؤلفات في توثيق فن الغناء السوداني والمغنين السودانيين وكان أحدهما بعنوان «الفن السوداني في خمسين عاماً 1908-1958» والآخر بعنوان «الحقيبة شعراء وفنانون» والثالث كتاب «أحمد المصطفى فنان العصر». والرابع هو كتاب «الكاشف أبو الفن». وبذلك يكون قد أسهم في تشكيل مكتبة الغناء السوداني، فضلاً عن أنه مدير لمؤسسة في القاهرة تعني بنشر الأعمال الأدبية والفنية هي مؤسسة الشراقة للطباعة والنشر.
ومن أعماله الشهيرة أيضاَ تقديم برنامج «أغاني وأغاني» الرمضاني على شاشة تلفزيون قناة النيل الأزرق والذي ظل قدور يقدمه في موسم رمضان منذ عقد ونصف، ووجد تجاوباً من جمهور المشاهدين لما تتميز به من بساطة وعفوية في التقديم.

## أشعاره
عمل السر قدور كاتبا صحفياَ في عدد من الصحف ومنها صحيفة «الناس» التي كان يملكها ويرأس تحريرها الصحافي الشهير محمد مكي. كما زاول الكتابة في الصحف الفنية والرياضية والمنوعات وعمل في سكرتارية التحرير، وكان يوقع بعض أعماله المناصرة لفريقه الرياضي المحبب المريخ باسم «المريخابي العجوز».
كذلك شارك قدور في ندوات عن الفن الغنائي في السودان.